# 김책공군대학
김책공군대학(金策空軍大學)은 북한 함경북도 청진시에 위치한 군사교육기관이다.
북한 공군의 모태는 광복 후 평안북도 신의주에서 창설된 신의주항공대이다. 이 항공대의 교육 기능이 평양학원에서 떨어져 나와 1956년 김책공군대학으로 정식 개교했다. 이후 조종사 양성 기능은 신설된 비행군관학교에서 담당하게 되었고, 이 학교에서는 항공 관제와 기술, 정비 및 행정 분야 등을 전담하고 있다.
학교의 명칭은 한국 전쟁 중 사망한 당시 북한군 전선사령관 김책의 이름을 딴 것이며, 이 학교의 교내에는 김책의 동상이 세워져 있다.
5년제 정규 과정의 학생들은 졸업 후 공군 소위로 임관하여 초급 지휘관으로 임용되므로, 대한민국의 공군사관학교와 기능상 유사하다.
1983년 월남한 이웅평이 이 학교 졸업생이다.

## 같이 보기
- 강건종합군관학교
- 김정숙해군대학